# Цайзенгаузен
Цайзенгаузен (нім. Zaisenhausen) — громада в Німеччині, знаходиться в землі Баден-Вюртемберг. Підпорядковується адміністративному округу Карлсруе. Входить до складу району Карлсруе.
Площа — 10,11 км2. Населення становить 1801 ос. (станом на 31 грудня 2020).